# 메이뱅크

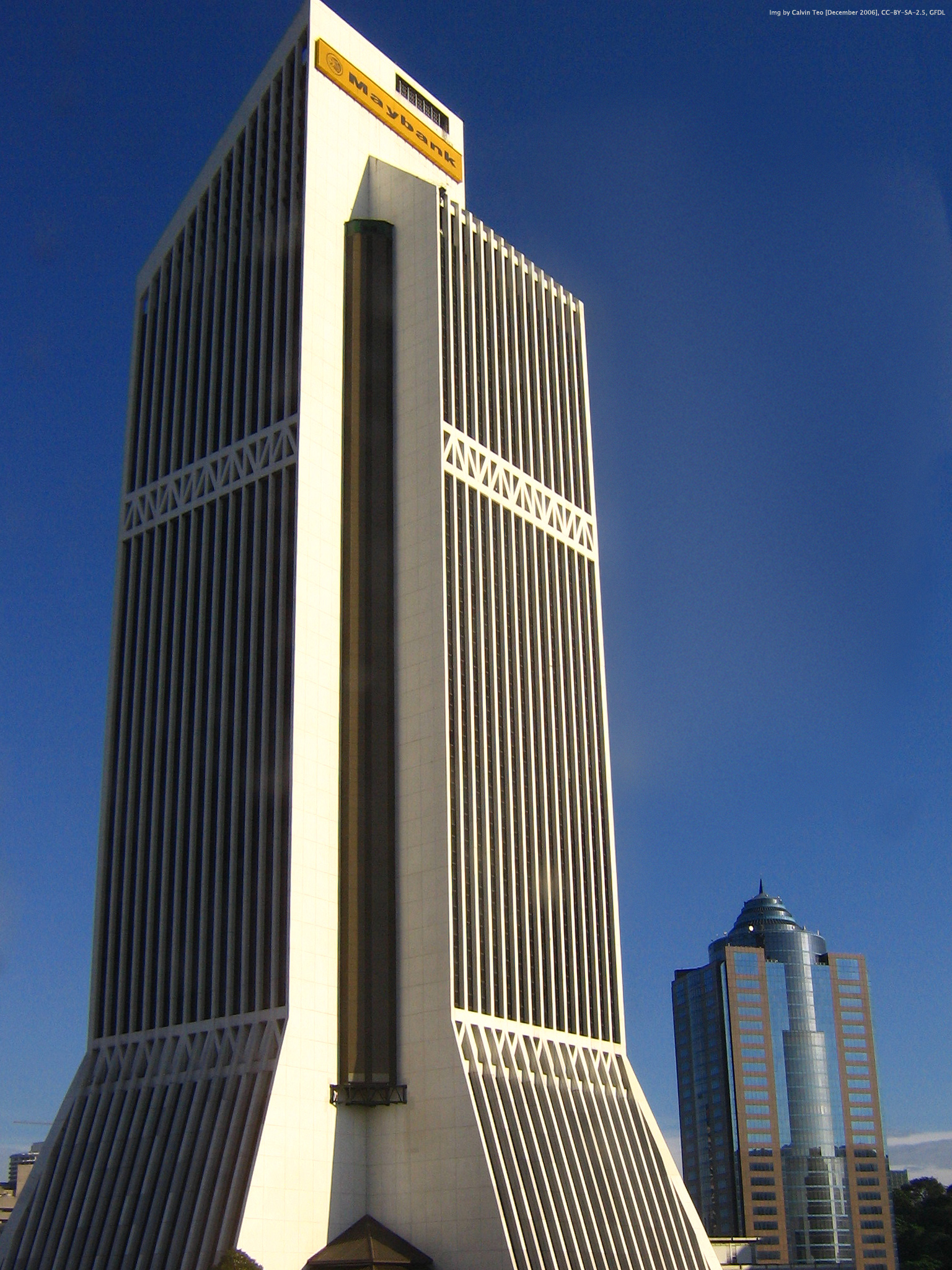

메이뱅크(Maybank)는 말레이시아, 싱가포르, 인도네시아를 주 대상으로 운영하는 말레이시아의 은행이다. 2020년 브랜드 파이낸스 보고서에 따르면 메이뱅크는 말레이시아에서 가치가 가장 높은 은행 브랜드이자, 아세안 국가들 가운데 4위의 브랜드이며, 세계에서 가장 가치가 높은 은행 브랜드 중 70위에 순위를 올렸다.
메이뱅크는 싱가포르인 사업계 거물 탄 스리 쿠 텍 푸앗(2004년 사망)과 오에이 총 레에 의해 설립되었다.